# 宮下正房
宮下 正房（みやした まさふさ、1936年（昭和11年）1月16日 - ）は日本の商学者で、東京経済大学経営学部名誉教授。長野県出身。

## 経歴
- 早稲田大学商学部卒業
- 同大学大学院商学研究科中途退学
- 流通政策研究所所長
- 1985年、東京経済大学教授
- 2002年4月　同大学図書館長。
- 2004年12月　同大学副学長
- 2005年4月　学校法人東京経済大学専務理事。
- 2006年3月　東京経済大学を定年退職。
- 2006年4月　東京経済大学名誉教授。

同大学では大学院経営学研究科、経営学部長、副学長などを歴任する

## 著書
- 『日本の商業流通』(中央経済社・1989/4)
- 『現代の卸売業』(日本経済新聞社・1992/2)
- 『現代の流通戦略』(中央経済社・1996/5)
- 『流通の転換』(白桃書房・1997/4)